# Upplands södra kontrakt
Upplands södra kontrakt är från 2018 ett kontrakt i Uppsala stift inom Svenska kyrkan.  Kontraktskoden är 0108. Kontraktsprost från 2018 var Anders Johansson, kyrkoherde i Knivsta pastorat.

## Administrativ historik
Kontraktet bildades den 1 januari 2018 av
Sigtuna kontrakt med
- Alsike församling
- Bro församling
- Husby-Långhundra församling
- Husby-Ärlinghundra församling
- Häggeby församling
- Kalmar-Yttergrans församling
- Knivsta församling
- Kungsängen-Västra Ryds församling
- Lagga församling
- Norrsunda församling
- Sigtuna församling
- Skepptuna församling
- Skoklosters församling
- Valsta församling
- Vassunda församling
- Östuna församling
- Övergrans församling

Upplands östra kontrakt med
- Edsbro-Ununge församling
- Estuna och Söderby-Karls församling
- Häverö-Edebo församling
- Lohärads församling
- Väddö församling
- Rimbo församling
- Husby, Skederid och Rö församling
- Fasterna församling
- Närtuna församling
- Gottröra församling
- Rådmansö församling
- Frötuna församling
- Norrtälje-Malsta församling
- Länna församling
- Blidö församling
- Riala församling
- Roslagsbro-Vätö församling